# Penny Johnson Jerald
Penny Johnson Jerald (Baltimore, Maryland; 14 de marzo de 1961) es una actriz estadounidense, acreditada a menudo con el nombre de Penny Johnson. Es conocida por su actuación como Kasidy Yates en la serie Star Trek: Espacio profundo nueve. En 2011 se unió al elenco de la cuarta temporada de la serie Castle, de la cadena ABC, como la nueva capitana de la 12.ª Comisaría, Victoria "Iron" Gates.

## Filmografía

### Cine
| Año  | Título                                  | Papel               | Notas        |
| ---- | --------------------------------------- | ------------------- | ------------ |
| 1984 | Swing Shift                             | Genevieve           |              |
| 1984 | The Hills Have Eyes Part II             | Sue                 |              |
| 1990 | Goin' to Chicago                        | Darlene             |              |
| 1993 | Fear of a Black Hat                     | Re-Re               |              |
| 1993 | What's Love Got to Do with It           | Lorraine Taylor     |              |
| 1994 | Molly & Gina                            | Maria               |              |
| 1995 | Automatic                               | Julia Rodriguez     |              |
| 1997 | Absolute Power                          | Laura Simon         |              |
| 1998 | Krippendorf's Tribe                     | Profesora           |              |
| 2005 | Rent                                    | Bohemian            |              |
| 2015 | Liga de la Justicia: Dioses y monstruos | Amanda Waller (voz) |              |
| 2018 | Parker's Anchor                         | Laurie              |              |
| 2019 | El rey león                             | Sarafina (voz)      |              |
| 2020 | Celeste's Dreams                        | Penelope            | Cortometraje |

### Televisión
| Año       | Título                         | Papel                            | Notas                                                                            |
| --------- | ------------------------------ | -------------------------------- | -------------------------------------------------------------------------------- |
| 1983      | American Playhouse             | Jill Hatch                       | Episodio: "The Files on Jill Hatch: Part 1"                                      |
| 1984      | The Impostor                   | Michelle                         | Película de TV                                                                   |
| 1984      | T. J. Hooker                   | Lisa Cody                        | Episodio: "Anatomy of a Killing"                                                 |
| 1984      | Hill Street Blues              | Jackie DeWitt                    | Episodio: "Blues for Mr. Green"                                                  |
| 1984-1986 | The Paper Chase                | Vivian Conway                    | Regular role (17 episodios)                                                      |
| 1985      | The Jeffersons                 | Donelle                          | Episodio: "Last Dance"                                                           |
| 1985      | The Grand Baby                 | Betty                            | Película de TV                                                                   |
| 1985      | Simon & Simon                  | Hanna McKenzie                   | Episodio: "Out-of-Town Brown"                                                    |
| 1986      | General Hospital               | Debbie                           | TV series                                                                        |
| 1987      | 1st & Ten: The Championship    | Phyllis                          | episodios: "The Comeback Trail", "Illegal Use of Love", "The Bulls Change Hands" |
| 1987      | Women in Prison                | Patty                            | Episodio: "Walk This Way"                                                        |
| 1988      | Simon & Simon                  | Evelyn Jacobson / Doris Beeman   | Episodio: "Zen and the Art of the Split-Finger Fastball"                         |
| 1989      | Homeroom                       | Virginia Harper                  | Main role (13 episodios)                                                         |
| 1989      | Tour of Duty                   | Jan Hudson                       | Episodio: "For What It's Worth"                                                  |
| 1989      | She's the Sheriff              | Dorothy                          | Episodio: "Divorce, Wiggins Style"                                               |
| 1990      | Freddy's Nightmares            | Elaine Alamo                     | Episodio: "Life Sentence"                                                        |
| 1990      | Coach                          | Susan                            | Episodio: "The Day That Moses Came to Town"                                      |
| 1990      | Kaleidoscope                   | Paula                            | Película de TV                                                                   |
| 1990      | Night Visions                  | Luanne                           | Película de TV                                                                   |
| 1990      | Parker Lewis Can't Lose        | Ms. Miriam Donnelly              | Episodio: "Teacher, Teacher"                                                     |
| 1991      | Columbo                        | Maxine Jarrett                   | Episodio: "Caution: Murder Can Be Hazardous to Your Health"                      |
| 1992-1998 | The Larry Sanders Show         | Beverly Barnes                   | Main role (82 episodios)                                                         |
| 1993      | Class of '61                   | Lavinia                          | Película de TV                                                                   |
| 1993      | Empty Cradle                   | Gail Huddle                      | Película de TV                                                                   |
| 1994      | Star Trek: The Next Generation | Dobara                           | Episodio: "Homeward                                                              |
| 1995-1999 | Star Trek: Deep Space Nine     | Kasidy Yates                     | Papel recurrente (15 episodios)                                                  |
| 1996      | The Road to Galveston          | Laney Roosevelt                  | Película de TV                                                                   |
| 1996      | Grace Under Fire               | Bailey Alford                    | episodios: "Love Thy Neighbor", "Pregnant Pause"                                 |
| 1996      | Death Benefit                  | Sylvia Guzman                    | Película de TV                                                                   |
| 1996      | The Writing on the Wall        | Geraldine                        | Película de TV                                                                   |
| 1997      | Cosby                          | Penny                            | Episodio: "Brave New Hilton"                                                     |
| 1997      | The Gregory Hines Show         | Elizabeth                        | Episodio: "Pilot"                                                                |
| 1998-1999 | ER                             | Nurse Practitioner Lynette Evans | Papel recurrente (9 episodios)                                                   |
| 1999      | A Secret Life                  | Hope                             | Película de TV                                                                   |
| 2000      | The Color of Friendship        | Roscoe Dellums                   | Película de TV                                                                   |
| 2000      | Deliberate Intent              | Laura Harmon                     | Película de TV                                                                   |
| 2000      | Family Law                     | Christine Webber                 | Episodio: "Family Values"                                                        |
| 2001      | The X-Files                    | Dr. Hellura Lyle                 | Episodio: "Medusa"                                                               |
| 2001      | The Practice                   | Atty. Laura Garrett              | Episodio: "Awakenings"                                                           |
| 2001      | Citizen Baines                 | Denise Willis                    | Episodio: "A Day Like No Other"                                                  |
| 2001-2004 | 24                             | Sherry Palmer                    | Regular role (45 episodios)                                                      |
| 2003      | DC 9/11: A Time of Crisis      | Condoleezza Rice                 | Película de TV                                                                   |
| 2003      | Frasier                        | Carol                            | Episodio: "Maris Returns"                                                        |
| 2005-2006 | Eve                            | Beverly Williams                 | Papel recurrente (4 episodios)                                                   |
| 2006      | Law & Order                    | Ms. Booker                       | Episodio: "Choice of Evils"                                                      |
| 2006      | The Path to 9/11               | Condoleezza Rice                 | TV miniseries                                                                    |
| 2007      | The 4400                       | Rebecca Parrish                  | episodios: "One of Us", "Tiny Machines", "The Great Leap Forward"                |
| 2007-2008 | October Road                   | Dean Leslie Etwood               | Papel recurrente (10 episodios)                                                  |
| 2009      | NCIS                           | Joanne Torrence                  | Episodio: "Endgame"                                                              |
| 2010      | NCIS                           | Joanne Torrence                  | Episodio: "Flesh and Blood"                                                      |
| 2010      | Bones                          | Rachel Adams                     | Episodio: "The X in the File"                                                    |
| 2011-2015 | Castle                         | Capt. Victoria Gates             | Papel principal (76 episodios)                                                   |
| 2015      | Gods and Monsters Chronicles   | Amanda Waller (voz)              | Episodio: "Bomb"                                                                 |
| 2017-     | The Orville                    | Doctora Claire Finn              | Papel regular (26 episodios)                                                     |
| 2018      | Sideswiped                     | Cynthia                          | Episodio: "The Rock Star"                                                        |